# Szurgent Lajos
Szurgent Lajos, (Körösladány, 1944. október 18. –) labdarúgó, csatár, edző.

## Pályafutása

### A válogatottban
Egyszeres utánpótlás válogatott (1967), háromszoros B-válogatott (1967, 1 gól), hétszeres egyéb válogatott (1967–69, 4 gól).

## Sikerei, díjai

### Játékosként
- Magyar bajnokság
  - 2.: 1969, 1971–72
  - 3.: 1970-tavasz
- Magyar kupa (MNK)
  - döntős: 1969

### Edzőként
- Magyar bajnokság (másodosztály)
  - 1.: 1996-1997